# تعرف الأنماط (علم النفس)
في علم النفس وعلم الأعصاب الإدراكي، يصف تعرف الأنماط عملية إدراكية تقوم بمطابقة المعلومات الواردة بسبب منبه ما مع المعلومات القادمة من الذاكرة.
يحدث تعرف الأنماط عندما يجري تلقي معلومات من البيئة فتدخل الذاكرة قصيرة الأمد مسببة تفعيلًا آليًا لمحتوى معين في الذاكرة طويلة الأمد. من الأمثلة التي تحدث في عمر باكر هو تعلّم الحروف الأبجدية بالترتيب. فعندما يكرر مقدم الرعاية «أ، ب، ث» لطفل عدة مرات، يقول الطفل -مستخدمًا تعرف الأنماط- «ث» بعد أن يسمع «أ، ب» بالترتيب. يسمح لنا تعرف الأنماط بتنبؤ وتوقّع ما هو قادم. تتضمن عملية تعرف الأنماط مطابقة المعلومات التي يجرى تلقّيها مع المعلومات التي خُزنت مسبقًا في الدماغ. تكوين ارتباط بين الذكريات والمعلومات المُدركَة هو إحدى مراحل تعرف الأنماط التي تدعى كشف الهوية. يتطلب تعرف الأنماط تكرر التجربة. إن ذاكرة دلالات الألفاظ التي تُستخدَم بصورة ضمنية وغير واعية هي النوع الأساسي من الذاكرة المرتبطة بالتعرف.
تعرف الأنماط ليس مهمًا للبشر فقط وإنما للحيوانات الأخرى أيضًا. حتى الكوالا -التي تمتلك قدرات عقلية أقل تطورًا- تستخدم تعرف الأنماط لإيجاد واستهلاك أوراق شجر الكينا. لقد تطور الدماغ البشري أكثر من أدمغة الطيور والثدييات الدنيا إلا أنه لا يزال يمتلك تشابهات معها. سمح تطور الشبكات العصبية في الطبقة الخارجية من الدماغ لدى البشر بإجراء معالجة أفضل للأنماط البصرية والسمعية. إن التوضّع الفراغي في البيئة وتذكر الأشياء والتعرف على المخاطر والموارد بغرض زيادة فرص النجاة كلها تمثل أمثلة على تطبيق تعرف الأنماط لدى البشر والحيوانات.
هناك ست نظريات أساسية لتعرف الأنماط هي: مطابقة النموذج ومطابق الأنماط الأولية وتحليل السمة ونظرية التعرف من خلال المكونات والمعالجة التصاعدية ومن أعلى لأسفل وتحليل فاورير. تطبيق هذه النظريات في الحياة اليومية ليس متنافرًا. يسمح لنا تعرف الأنماط بقراءة الكلمات وفهم اللغة وتمييز الأصدقاء وحتى تقدير الموسيقا. تنطبق كل نظرية على نشاطات ومجالات متنوعة رُصِد فيها حدوث تعرف الأنماط. تمييز الوجوه والموسيقا واللغة والترتيب التسلسلي هي بعض هذه المجالات. يحدث تمييز الوجوه والترتيب التسلسلي من خلال تشفير النماذج البصرية، بينما يستخدم تمييز الموسيقا واللغة تشفير النماذج السمعية.

## النظريات

### مطابقة النموذج
تصف نظرية مطابقة النموذج أكثر المقاربات أساسية لتعرف الأنماط لدى البشر. هي نظرية تفترض أن كل شيء مُدرَك يُخزَّن كنموذج في الذاكرة طويلة الأمد. تُقارَن المعلومات الواردة بهذه النماذج لإيجاد تطابق دقيق. بكلمات أخرى، يُقارّن كل إدخال حسي بتمثيلات متعددة لشيء ما بغرض تكوين فهم تصوري له. تعرّف هذه النظرية الإدراك بأنه عملية معتمدة على التعرّف بصورة أساسية. تفترض أننا نفهم كل ما نراه فقط من خلال وجود تعرّض سابق له والذي يحدد بدوره إدراكنا المستقبلي للعالم الخارجي. على سبيل المثال، يجرى التعرف على أ و أ و أ على أنها جميعها الحرف أ وليس الحرف ب. إن وجهة النظر هذه قاصرة عن تفسير كيف يمكن أن تُفهم تجارب جديدة دون أن تُقارن بنموذج ذاكرة داخلي.[بحاجة لمصدر]

### مطابقة الأنماط الأولية
بخلاف نظرية مطابقة النموذج الدقيقة نموذج لنموذج، تُقارن نظرية مطابقة الأنماط الأولية عوضًا عن ذلك الإدخال الحسي الوارد بنمط أولي وسطي. تقترح هذه النظرية أن التعرض لسلسلة من المنبهات المرتبطة ببعضها تؤدي إلى خلق نمط أولي نموذجي بالاعتماد على السمات المشتركة فيما بين هذه المنبهات. إنها تقلل عدد النماذج المخزَّنة من خلال توحيدها في تمثيل وحيد. تدعم هذه النظرية المرونة التصوّرية لأنها -بخلاف ما هو عليه الحال في نظرية مطابقة النموذج- تسمح بوجود تنوع عند التعرف على منبه جديد.[بحاجة لمصدر] على سبيل المثال، إن لم يكن الطفل قد رأى من قبل كرسي حديقة، سيبقى بمقدوره تمييز أنه كرسي بسبب فهمه لمعالمه الأساسية كامتلاك أربعة قوائم ومقعد. على كل حال، فإن هذه النظرية تحدد القدرة على تصوّر الأشياء التي لا يمكن بالضرورة خلق شيء وسطي منها مثل الحيوانات الشبيه بالكلاب على سبيل المثال. فعلى الرغم من أن الكلاب والذئاب والثعالب جميعها حيوانات بحجم بمتوسط وذات فرو وتمتلك وأربع أرجل وأذنين وذيل إلا أنها ليست نفس الحيوان وبالتالي لا يمكن إدراكها وفق نظرية مطابقة الأنماط الأولية.

### تحليل السمة
تحاول عدة نظريات تفسير قدرة البشر على تمييز الأنماط في بيئتهم. تقترح نظرية اكتشاف السمة أن الجهاز العصبي يفرز ويرشّح المنبهات الواردة إليه ليسمح للإنسان (أو الحيوان) بتحليل هذه المعلومات منطقيًا. لدى هذا الكائن، يتكوّن هذا الجهاز من مستكشِفات للسمات هي عبارة عن خلايا عصبية مستقلة أو مجموعات من الخلايا العصبية تشفّر سمات إدراكية محددة. تقترح هذه النظرية وجود تعقيد متزايد في العلاقة بين المستكشِفات والسمات الإدراكية. يستجيب المستكشف الأكثر أساسيةً لخصائص بسيطة في المنبهات. على طول مسار السبيل الإدراكي، توجد مستكشِفات سمات أكثر تنظيمًا تكون قادرة على الاستجابة لخصائص أكثر تعقيدًا وأكثر نوعية للمنبهات. عندما تحدث أو تتكرر السمات بتسلسل ذي معنى، سنكون قادرين على التعرف على هذه الأنماط بفضل جهاز استكشاف السمات الموجود لدينا.

### نظرية التعرف من خلال المكونات
بصورة مشابهة لنظرية اكتشاف السمة، تركّز نظرية التعرف من خلال المكونات على سمات المنبه التصاعدية التي تجري معالجتها. اقترح هذه النظرية بدايةً إرفينغ بيدرمان (1987)، وهي تنص على أن البشر يميزون الأشياء من خلال تحليلها للأشكال الهندسية ثلاثية الأبعاد المؤلفة لها والتي تدعى الجيونات (مثل الأسطوانات والمكعبات والمخاريط وغيرها). أحد الأمثلة على ذلك هو كيفية تحليلنا لشيء مألوفا مثل فنجان القهوة، فنحن نميز الأسطوانة المجوّفة الحاوية للسائل والمقبض المنحني على الجانب والذي يسمح لنا بحمل الفنجان. ورغم أن فناجين القهوة ليست جميعها متماثلة، إلا أن هذه المكونات الأساسية تساعدنا في التعرف على الاتساق بين الأمثلة (أو النمط). تقترح نظرية التعرف من خلال المكونات وجود أقل من 36 جيون فريد عندما تُدمَج يمكن أن تشكل عددًا غير منتهٍ من الأشياء. لتحليل شيء ما، تقترح نظرية التعرف من خلال المكونات أننا نتعامل مع سمتين نوعيتين هما: الحواف والتقعّرات. تمكّن الحواف الناظر من الحصول على تمثيل ثابت للشيء بغض النظر عن زوايا الرؤية وشروط الإضاءة. أما التقعّرات فهي مكان تلاقي حافتين وتمكّن الناظر من إدراك مكان انتهاء جيون وبدء آخر.
يمكن أن تنطبق مبادئ تعرف الأشياء بصريًا في نظرية التعرف من خلال المكونات على التعرف السمعي أيضًا. فبدل الجيونات، يقترح الباحثون في مجال اللغة إمكانية تحليل اللغة المحكية إلى مكونات أساسية تدعى «الأصوات اللغوية أو فونيمات» (مقاطع). على سبيل المثال، يوجد في اللغة الإنجليزية 44 صوتًا لغويًا.

### المعالجة التصاعدية ومن أعلى لأسفل

#### المعالجة من أعلى لأسفل
يشير مصطلح المعالجة من أعلى لأسفل إلى استخدام المعلومات السابقة في تعرف الأنماط. إنها تبدأ دائمًا من معارف الشخص السابقة، وتعطي تنبؤات وفق المعارف المكتسبة سابقًا. يقدّر عالم النفس ريتشارد غريغوري أن حوالي 90% من المعلومات تضيع أثناء انتقالها من العين إلى الدماغ لذا يجب على الدماغ أن يُخمّن ما يراه الشخص اعتمادًا على تجاربه السابقة. هذا يعني أن إدراكنا للواقع هو عبارة عن افتراضات أو اقتراحات تُشكّل بالاعتماد على الخبرات السابقة والمعلومات المُخزَّنة. سيؤدي تشكيل اقتراحات غير صحيحة إلى حدوث أخطاء في الإدراك مثل الأوهام البصرية. فبالنسبة لمقطع مكتوب بخط يد صعب القراءة، سيكون من الأسهل فهم ما يريد أن يعبّر عنه الكاتب إذا قُرأ المقطع بالكامل من قبل شخص واحد بدلًا من قراءته من قبل عدة أشخاص. فقد يكون الدماغ قادرًا على إدراك وفهم جوهر المقطع بفضل السياق الذي تعطيه الكلمات الموجودة.

#### المعالجة التصاعدية
تدعى المعالجة التصاعدية أيضًا بالمعالجة القائمة على البيانات لأنها تبدأ بتنبيه المستقبلات الحسية. عارض عالم النفس جيمس غيبسون نموذج الأعلى لأسفل وجادل أن الإدراك يكون مباشر ولا يخضع لاختبار الافتراضات كما زعم غريغوري. بحسب جيبسون فإن الإحساس هو الإدراك وليس هناك حاجة لحدوث تفسير إضافي نظرًا لوجود معلومات كافية في بيئتنا لفهم العالم بصورة مباشرة. تدعى نظريته أحيانًا بالنظرية البيئية بسبب زعمه أن الإدراك يمكن أن يفسر فقط بحسب البيئة. أحد الأمثلة على المعالجة التصاعدية هو وضع زهرة في مركز مجال نظر شخص ما. يُنقَل منظر الزهرة وكل المعلومات حول المنبه من الشبكية إلى القشرة الدماغية البصرية. تنتقل الإشارة باتجاه واحد.